# Rustoord II

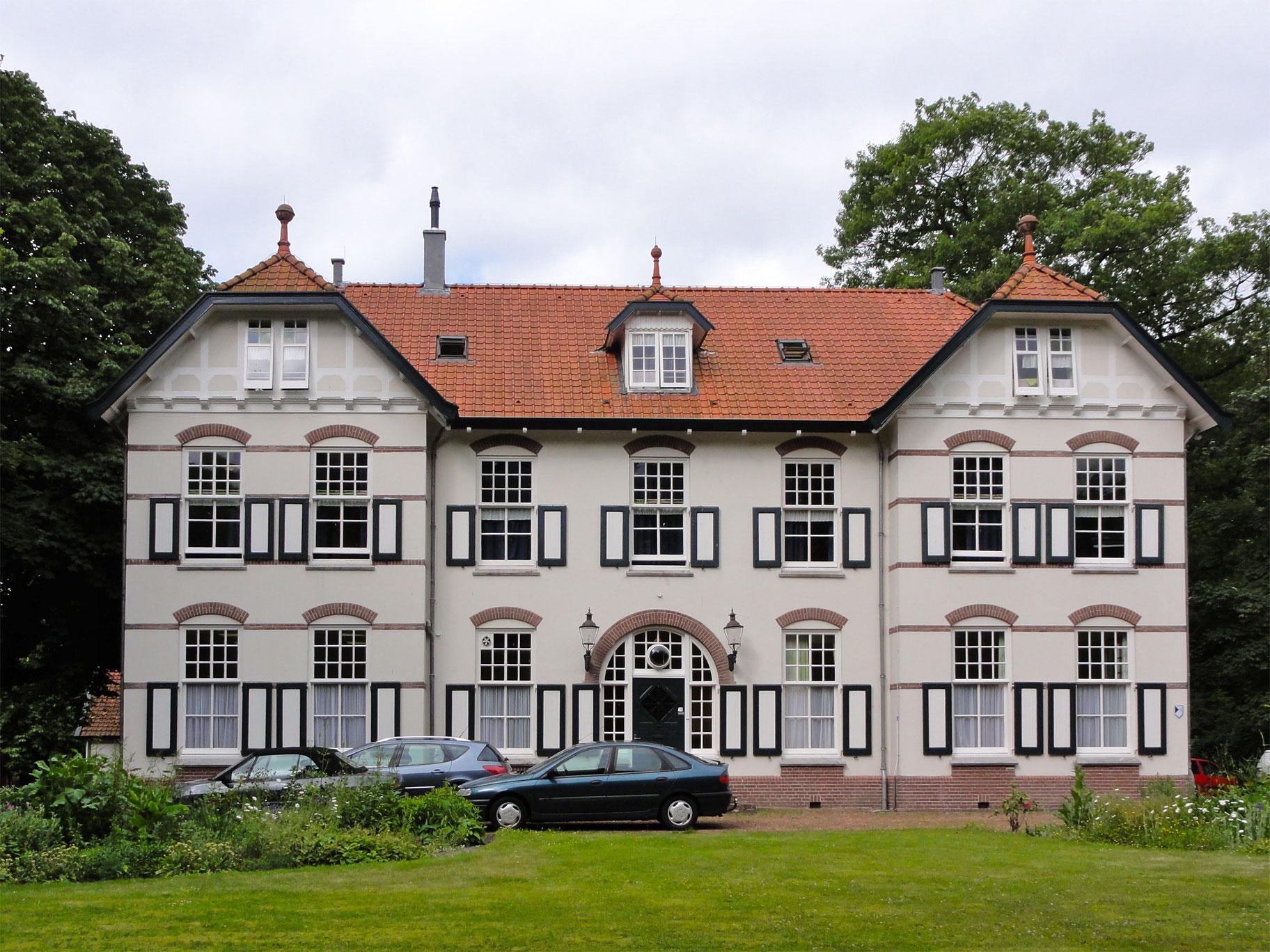
Rustoord II te Wilhelminaoordoord

Rustoord II is een voormalig bejaardentehuis in Wilhelminaoord van de Maatschappij van Weldadigheid.
In het begin van de 19e eeuw stichtte de Maatschappij van Weldadigheid in het kader van de armoedebestrijding enkele kolonies in het zuidwesten van de Nederlandse provincie Drenthe. In deze kolonies kregen arme gezinnen, die afkomstig waren uit het hele land, een stukje grond en een woning waardoor zij in staat gesteld werden om in hun eigen levensonderhoud te voorzien. Later werden de landbouwkaveltjes samengevoegd en werden de kolonisten als landarbeiders ingezet op grote hoeven met circa 50 hectare grond. Voor kolonisten die niet geschikt waren voor landarbeid werden fabrieksmatige activiteiten ontplooid. Op het eind van de 19e eeuw ontstond de behoefte aan voorzieningen voor bejaarde kolonisten. Rustoord I was bedoeld voor echtparen. Door een financiële bijdrage van de filantroop P.W. Janssen kon in 1904 Rustoord II gerealiseerd worden voor 25 alleenstaande bejaarde kolonisten.
Nadat in Wilhelminaoord een nieuw verzorgingshuis voor ouderen werd gebouwd verloor het gebouw zijn oorspronkelijke functie. In 1974 werd het pand gekocht door de gemeente Den Haag, die er een buitencentrum voor natuur- en milieueducatie van maakte. Schoolkinderen uit Den Haag kunnen hier deelnemen aan natuurwerkweken. Achter het gebouw werd een prehistorisch dorp gebouwd. Daarbij werd een akker en een heemtuin aangelegd, de Jan Wartenahof. Deze activiteiten onder de naam "School in Bos" laat kinderen uit de grote stad kennismaken met de natuur en laat hen zien hoe mensen in vroeger tijden in hun levensonderhoud voorzagen.
Rustoord II is erkend als een rijksmonument.